# Jeanne, Marie et les autres (film)
 (juin 2021).
Si vous disposez d'ouvrages ou d'articles de référence ou si vous connaissez des sites web de qualité traitant du thème abordé ici, merci de compléter l'article en donnant les références utiles à sa vérifiabilité et en les liant à la section « Notes et références ».
Pour plus de détails, voir Fiche technique et Distribution.
Jeanne, Marie et les autres est un film français réalisé par Jacques Renard et sorti en 2000.

## Fiche technique
- Titre : Jeanne, Marie et les autres
- Réalisation : Jacques Renard
- Scénario : Louis Nucéra
- Musique : Charles Court
- Pays :  France
- Durée : 90 minutes
- Date de sortie : France - 2000

## Distribution
- Christina Visentin : Anita
- Géraldine Sales
- Isabel Otero
- Jacques Dufilho